# اینفورمیشن‌ویک
اینفورمیشن‌ویک (به انگلیسی: InformationWeek) یک منبع اطلاعاتی آنلاین در آدرس www.informationweek.com است که یک شامل نشریه اینترنتی، رویدادهای مجازی و رو در رو و مقالات پژوهشی است. اولین نسخه آن در سال ۱۹۷۹ توسط CMP Media که بعدها CMP Technology نام گرفت، منتشر شد. مقر این نشریه در سانفرانسیسکو کالیفرنیا است.